# Montceaux-l’Étoile
Montceaux-l’Étoile – miejscowość i gmina we Francji, w regionie Burgundia-Franche-Comté, w departamencie Saona i Loara.
Według danych na rok 1990 gminę zamieszkiwały 264 osoby, a gęstość zaludnienia wynosiła 27 osób/km² (wśród 2044 gmin Burgundii Montceaux-l’Étoile plasuje się na 649. miejscu pod względem liczby ludności, natomiast pod względem powierzchni na miejscu 944.).